# Анастасий IV
Анаста́сий IV (лат. Anastasius PP. IV; в миру Коррадо делла Субура; итал. Corrado della Suburra; не позднее 1073 года — 3 декабря 1154 года) — папа римский с 8 июля 1153 года по 3 декабря 1154 года.

## Биография
Коррадо делла Субура происходил из римской аристократической семьи Деметри. Около 1114 года он был возведён папой Пасхалием II в сан кардинала-священника с титулом Санта-Пуденциана. Около 1128 года Гонорий II сделал Коррадо кардиналом-епископом Сабины. В 1130 году, когда одновременно на папский престол претендовали Иннокентий II и Анаклет II, Коррадо решительно принял сторону Иннокентия II, а после бегства последнего во Францию остался его викарием в Италии. После смерти Евгения III Коррадо делла Субарра, к этому моменту старейший из кардиналов по возрасту и Декан Коллегии кардиналов, был избран на папский престол и принял имя Анастасия IV.
Понтификат 70-летнего Анастасия IV продолжался всего лишь один год. По большинству конфликтных вопросов папа предпочитал уступать: Вильяму Йоркскому, вопрос о законности посвящения которого растянулся на тринадцать лет и занимал ум четырёх понтификов, был выслан паллий; спор с Фридрихом I Барбароссой о назначении магдебургского епископа урегулирован. Римский сенат под влиянием Арнольда Брешианского фактически захватил власть в городе, лишив Анастасия IV всякого политического влияния при полном безразличии со стороны папы.
При этом Анастасий позаботился о своей посмертной славе. По его указанию мощи равноапостольной Елены были перенесены в скромную раку в Санта-Мария-ин-Арачели, а освободившийся при этом античный порфировый саркофаг папа приготовил для собственного упокоения. 3 декабря 1154 года Анастасий IV умер и был погребён в этом саркофаге в Латеранском соборе.